# L’Échange
L’Échange (Die Verwechslung), mit weiteren Titeln Le Comte de Boursoufle (Der Graf Boursoufle) und Quand est-ce q’on me marie? (Wann wird man mich verheiraten?), ist eine Komödie in drei Akten und in Prosa von Voltaire. Das vor 1734 entstandene Stück wurde erst am 26. Januar 1761 in Paris in der Comédie-Italienne unter dem Titel Quand est-ce q’on me marie? uraufgeführt. Die erste Buchausgabe erschien 1761 in Wien bei Johann Leopold van Ghelen.

## Handlung
Die Handlung spielt in der französischen Provinz im Dorf De la Canardière. Graf Fatenville beabsichtigt Gotton, die Tochter des Barons de la Canardière, die mit einer Mitgift von 500.000 Francs bedacht ist, zu heiraten. Sein mittelloser jüngerer Bruder, der Chevalier, dem er 10.000 Francs verweigert, kommt ihm mit der Hilfe des intriganten und korrupten Hochzeitvermittlers Trigaudin zuvor. Als der Graf eintrifft, hält man ihn für einen Hochstapler. Als sich die Missverständnisse nach der Hochzeit des Chevaliers mit Gotton aufklären, haben der Graf und der Baron das Nachsehen. Gotton dagegen ist zufrieden, da sie der Chevalier in das von ihr ersehnte Paris bringt.

## Literarische Vorlage und biografische Bezüge
Voltaire schrieb das Stück vor 1734 unter dem Titel Le Conte de Boursoufle für die Unterhaltung der Gesellschaft von Cirey. Die wenigen erhaltenen Manuskripte enthalten eine einaktige (Le petit Boursoufle) und eine dreiaktige Fassung (Le grand Boursoufle). Die Handlung entnahm Voltaire dem Stück The Relapse von John Vanbrugh, das er während seines Aufenthaltes in London im Dury Lane Theater gesehen hatte.

## Aufführungen und zeitgenössische Rezeption
Die Komödie wurde zunächst in Cirey im Frühjahr 1734 in privatem Rahmen aufgeführt. Im Prolog trat der Autor selbst auf. Am 26. Januar 1761 wurde das Stück in der Comédie-Italienne unter dem Titel Quand est-ce q’on me marie? erstmals mit umbenannten Rollen öffentlich aufgeführt. 

## Drucklegung
L’Échange wurde als zweiaktige Fassung erstmals 1761 bei Johann Leopold van Ghelen in Wien gedruckt. Eine zweite und dritte Auflage folgten 1765 und 1768.

## Beigabe
Im Prolog versucht Voltaire Madame du Tour (gemeint ist Émilie du Châtelet) zur Übernahme der Hauptrolle zu überreden.

## Erste Ausgaben
- L'Echange, ou Quand est-ce qu'on me marie? comédie en deux actes, Wien, Ghelen, 1761, 8°, 54 S.
- L'Echange, ou Quand est-ce qu'on me marie? comédie en deux actes, Wien, Ghelen, 1765, 8°, 47 S.
- L'Echange, ou Quand est-ce qu'on me marie? comédie en deux actes, Wien, Ghelen, 1768, 8°, 47 S.
- Le Comte de Boursoufle, ou les Agrémens du droit d'Aînesse, comédie par feu Monsieur de Voltaire, Paris, Renouard, (1826), 32°, 64 S.
- Le Comte de Boursoufle, ou les Agrémens du droit d'Aînesse, comédie par feu Monsieur de Voltaire, Paris, Touquet, (1826), 32°, 64 S.